# Більськ-Підляський (гміна)
Гміна Більськ-Підляський (пол. Gmina Bielsk Podlaski) — сільська гміна у східній Польщі. Належить до Більського повіту Підляського воєводства.
Станом на 31 грудня 2011 у гміні проживало 7151 особа.

## Територія
Згідно з даними за 2007 рік площа гміни становила 430.14 км², у тому числі:
- орні землі: 74.00 %
- ліси: 19.00 %

Таким чином, площа гміни становить 31.05 % площі повіту.

## Населення
Станом на 31 грудня 2011:
| Опис     | Загалом | Загалом | Чоловіки | Чоловіки | Жінки | Жінки |
| -------- | ------- | ------- | -------- | -------- | ----- | ----- |
| одиниця  | осіб    | %       | осіб     | %        | осіб  | %     |
| все      | 7151    | 100     | 3579     | 50.05    | 3572  | 49.95 |
| міське   | 0       | 100     | 0        |          | 0     |       |
| сільське | 7151    | 100     | 3579     | 50.05    | 3572  | 49.95 |

## Сусідні гміни
Гміна Більськ-Підляський межує з такими гмінами: Більськ-Підляський, Ботьки, Бранськ, Вишки, Заблудів, Нарва, Орля, Чижі, Юхновець-Косьцельни.